# Diocesi di Segerme
La diocesi di Segerme (in latino Dioecesis Segermitana) è una sede soppressa e sede titolare della Chiesa cattolica.

## Storia
Segerme, identificabile con Henchir-El-Arat nell'odierna Tunisia, è un'antica sede episcopale della provincia romana di Bizacena.
Sono cinque i vescovi documentati di Segerme. Nicomede prese parte al concilio di Cartagine convocato il 1º settembre 256 da san Cipriano per discutere della questione relativa alla validità del battesimo amministrato dagli eretici, e figura al 9º posto nelle Sententiae episcoporum.
Alla conferenza di Cartagine del 411, che vide riuniti assieme i vescovi cattolici e donatisti dell'Africa romana, presero parte il cattolico Felice e il donatista Restituto. Felice potrebbe essere identificato con l'omonimo vescovo, indicato senza menzione della sede di appartenenza nel concilio del 24 febbraio 418 e nella lettera indirizzata da Aurelio di Cartagine ai vescovi della Bizacena il 1º agosto 419.
Un altro vescovo di nome Restituto figura al 99º posto nella lista dei vescovi della Bizacena convocati a Cartagine dal re vandalo Unerico nel 484; Restituto era già in esilio quando fu redatta questa lista.
Infine Felice II sottoscrisse la lettera sinodale dei vescovi della Bizacena riuniti in concilio nel 646 per condannare il monotelismo e indirizzata all'imperatore Costante II.
Dal 1933 Segerme è annoverata tra le sedi vescovili titolari della Chiesa cattolica; dal 25 novembre 2003 il vescovo titolare è Josef Clemens, già segretario del Pontificio consiglio per i laici.

## Cronotassi

### Vescovi
- Nicomede † (menzionato nel 256)
- Felice I † (prima del 411 - dopo il 419 ?)
  - Restituto I † (menzionato nel 411) (vescovo donatista)
- Restituto II † (menzionato nel 484)
- Felice II † (menzionato nel 646)

### Vescovi titolari
- Luigi Rovigatti † (23 maggio 1966 - 10 febbraio 1973 nominato arcivescovo, titolo personale, titolare di Acquaviva)
- Jean-Lucien-Marie-Joseph Cadilhac † (5 settembre 1973 - 16 marzo 1978 nominato vescovo di Nîmes)
- Renato Raffaele Martino † (14 settembre 1980 - 21 ottobre 2003 nominato cardinale diacono di San Francesco di Paola ai Monti)
- Josef Clemens, dal 25 novembre 2003